# 速水袋鼠介
速水袋鼠介（学名：Kangarina hayamai）为尾花介科袋鼠介屬下的一个种。